# 要塞

日本北海道函館市著名的歷史遺跡五稜郭。

要塞是指險要的關隘，亦作要隘，常出現邊城或战略区域的要害處，是一種特别加固且固定的军事设施。今天的要塞一词一般是指16世纪在欧洲特别流行用于对抗炮兵的防御设施。这种设施不但提供对当时炮兵的防御，而且还使给防御者提供射击要塞周围地区的条件。要塞一词出现于14世纪初 （页面存档备份，存于），它们后来渐渐地代替了欧洲的城堡。从约15世紀到17世纪中，要塞主要是一种混合了城堡、宫殿和要塞的建筑结构，此后这三种建筑便开始分化，而最初的要塞往往是特别加固的城市。

## 历史

### 火炮和城堡
中世纪时城堡或城市城墙防御力最关键是高度，卻15世纪火炮引入欧洲後廢止。欧洲从14世纪上半葉开始自己制造火炮。一开始的火炮的威力相当小，而且它们非常不可靠。15世纪的火炮虽然依旧非常笨重和容易爆炸，但它们的火力已经足以使当时任何城堡或城市在短时间的射击后投降。当时欧洲的建筑师开始改变城堡的建造。他们将城堡上的木结构和塔去掉了，因为这些结构比较容易被作为目标。墙壁比过去要宽上好几米，而且比过去要矮，来防止它们倒塌。塔也变矮变粗了。中世纪的城堡塔渐渐演化为圆锥形的炮塔。炮塔的地基大，在塔内有地方装火炮，塔顶也可以装火炮。但这些变化还不够。它们顶多不过提高了一个城堡的被动防御能力而已，它们只不过将一座城市或一个城堡的抵抗时间延长了。尤其炮塔前的地方是一个死角，防御者无法向这个死角射击。炮塔内只能装几部炮，炮发后里面的烟雾散得很慢，防御者长时间什么也看不见，连呼吸都困难。要达到主动防御，防御者需要一个可以用多门炮将整个地区控制住的设施。15世纪就已经开始有人建造暂时性的可以阻止敌军逼近的主动防御性设施。有些城市在城墙外挖了一条两米多深的沟，挖出来的土被堆在沟的外部，在这个土墙上装上射击孔，这些沟之间的距离相当大，这样它们可以互相配合，同时对进攻的敌军射击。这样的临时性的防御设施到1530年已经非常常见了。

### 意大利的创新
1494年起，法国对意大利进行战争，在这段时间里，在意大利的北部防御问题得到了解决。法国人在那里使用了一种新的火炮，对当时的情况来说，这种火炮很灵活，而且可以在很短的时间里重新射击。因此在16世纪初意大利人开始研究更坚固的防御设施。一些意大利城市利用临时性的防御系统来加固它们的城墙。一个相当有效的方式是直接在城墙后挖一条沟，在沟的后面建一个用木杖和纺织品加强的圆弧形的墙。16世纪初中世纪的炮塔和马蹄形的碉堡渐渐被五边形的稜堡（菱堡），星形要塞(Starfort)代替。这种堡垒几乎完全没有死角。最初发明这种堡垒的可能是一对名叫桑加罗（Sangallo）的兄弟，他们为不少意大利城市建造了这种新的防御设施。尤其典型的是这些堡垒的侧面都比较向后，假如堡垒被占领的话，防御者还可以撤进一条第二道防线。这些防御设施都是用石头砌成的，或至少是在土墙外覆盖了一层砖。为了彻底解决死角的问题，在最理想的情况下，这些防御设施总是正规的多边形，尤其四边形、五边形和六边形特别受欢迎。这些要塞内有士兵居住的地方，还有放武器的地方。在堡垒后部的侧面可以放火炮，这是这种堡垒的优点。假如敌人对要塞强攻的话，他们就会陷入多方合击之中。意大利人称这种新的防御系统“新式”（alla moderna），欧洲其他地方称它为意大利式。
这种可能在意大利诞生的、以墙壁低厚的和五边形的堡垒为特征的要塞基本上到19世纪为止保持了它们的支配地位。它们渐渐地蔓延整个欧洲。

### 荷兰式要塞

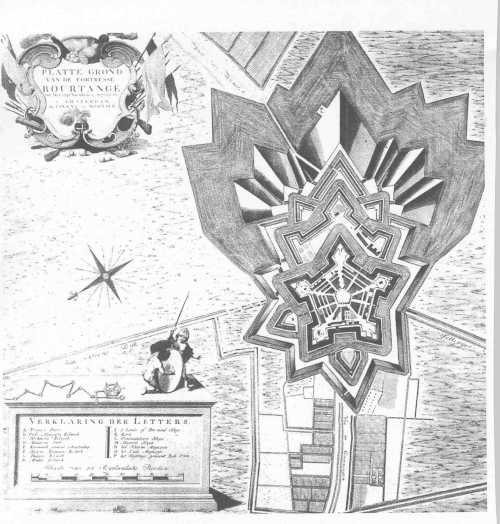
18世纪荷兰布爾坦赫要塞的设计图

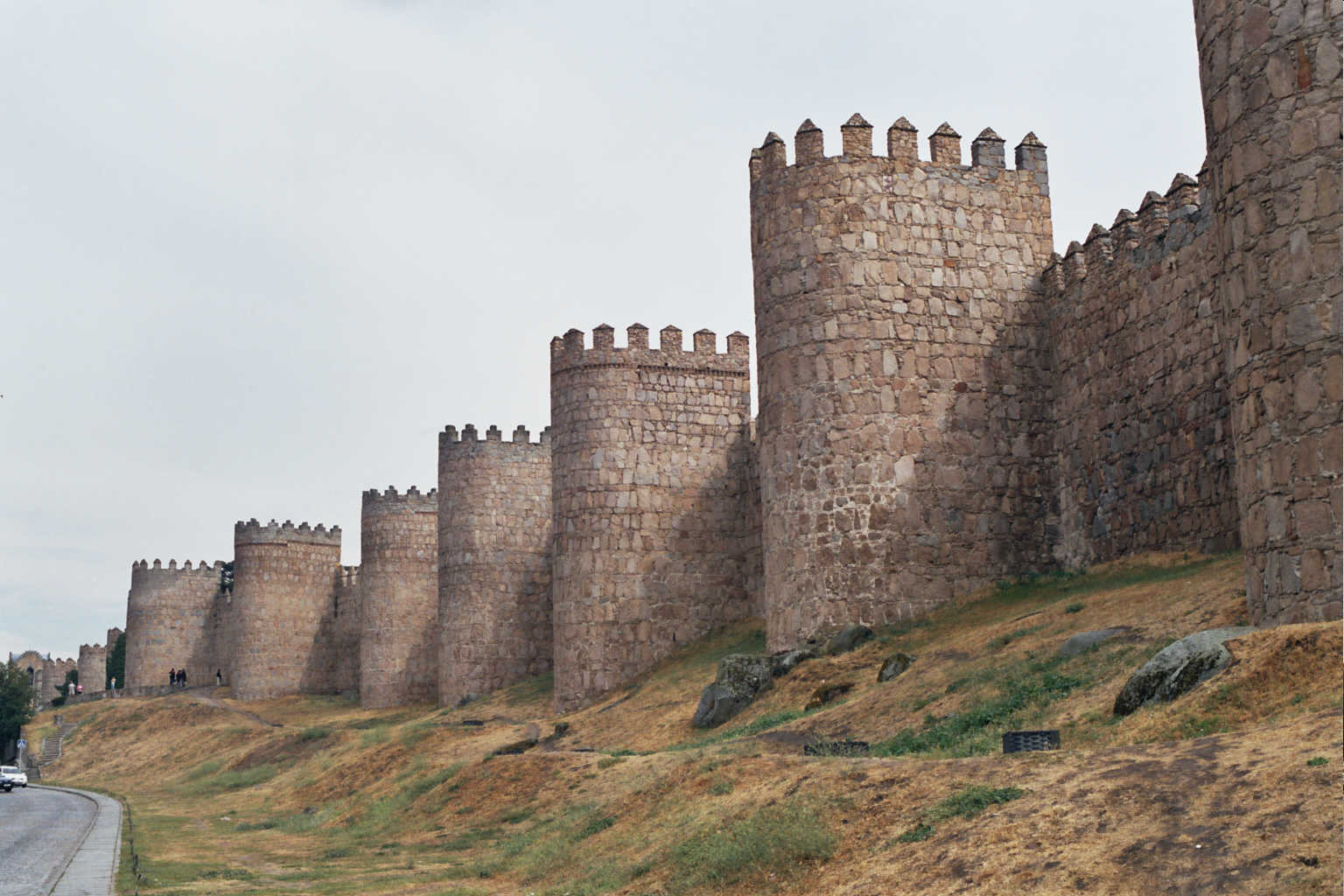
半圓式箭樓城牆

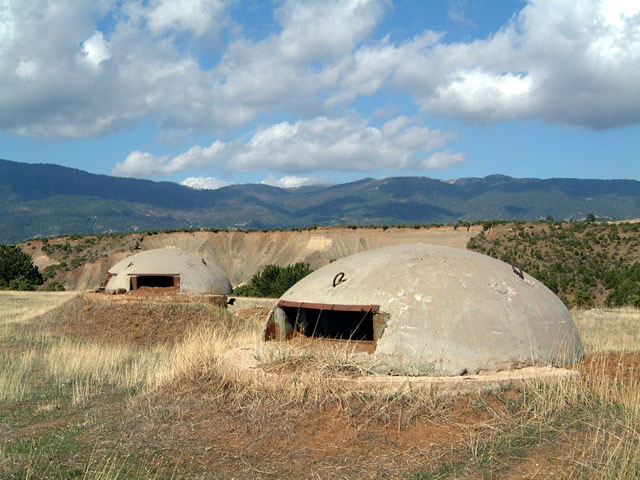
半埋式火砲碉堡

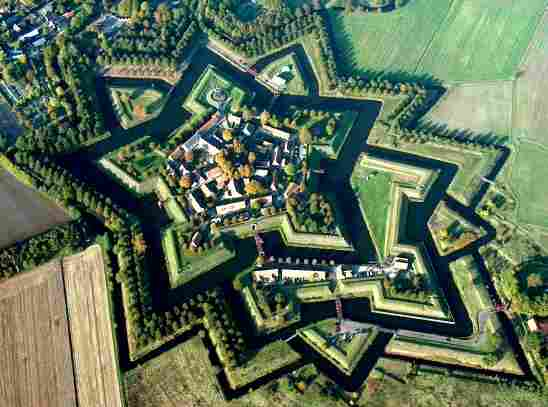
荷蘭布爾坦赫要塞星狀陵堡

1568年荷兰反抗西班牙统治，开始了一场连续八十年的独立战争。荷兰人也很快认识到，他们中世纪传流下来的城墙无法对付炮兵。如意大利人他们一开始在原来的城墙后挖沟或建墙。不久他们开始模仿意大利的先例在城墙前造堡垒。后来整个防御设施都是土筑的，上面盖了瓦，周围由一条深水沟保护。荷兰人注意到当时火炮的射程，并以此来安排堡垒之间的距离。为了防止敌人用云梯攻城，在城墙和堡垒的墙壁上刺出削尖的木杖，在墙外他们还建造了许多设施，比如碉堡等。许多荷兰城市在这段时间里都被改造为严格地按几何形状设计的要塞。
很快这种要塞也普及到荷兰外，如汉堡和格但斯克。荷兰建筑师和意大利建筑师在欧洲各地传播他们的经验。荷兰式的土墙和意大利式的石墙一样有效，而且建筑价值低，建造时间短。土墙的缺点是他们的维修要求比较高，不利于长时间使用。虽然如此荷兰式的要塞以它们相距比较短的堡垒和抵抗云梯的木桩对要塞的继续发展提供了不少新的技术。在荷兰的布爾坦赫，人们将过去的要塞重建起来，是今天观看荷兰式要塞的一个好地方。

### 要塞的普及
法国：新的要塞建筑方式在欧洲其他地区普及得相当慢。在大多数情况下总是战争的需要迫使人们建立要塞。16世纪中在法国爆發法國宗教戰爭，此后在法国建立了许多要塞。法国胡格诺派新教徒在他们的城市里设立了与荷兰相似的土製要塞，这些要塞站在过去的城墙之前。这种要塞在法国被称为胡格诺式的（à la Huguenote）。胡格诺派最重要的城市拉罗谢尔从1569年起就完全被一层新式的墙和堡垒环绕，直到1628年路易十三跟黎須留在围困了十五个月后才占领它。法国国王通过这场战争才认识到要塞的价值。他也开始造要塞。不过法国的要塞在许多地方把过去的设计都理解错了。
英国：英国长时间保持着中世纪的炮塔，一直到16世纪后半叶英国才开始第一次实验要塞。他们请了许多意大利人来帮忙。英国初期的要塞都很不规则，显示了他们对要塞构造的不熟悉。英国的第一座要塞可能是1558年造的，它的外形不规则。像欧洲其他许多地区一样，英国的要塞是在过时的城墙外用土的要塞来加强。英国城市的要塞后来独有风格。伦敦等城市的周围有一条由碉堡加强战壕。这种战壕使人联想起欧洲大陆被围困的城市外的防御措施。一直到1642年至1649年的清教徒革命开始，新的要塞才在英国立足。在这场战争中建立的要塞大多数是土製的，外層包了一层木头。为了抵抗敌人向城墙或堡垒冲锋，在要塞外还立有石桩等。渥斯特和约克等城外还有碉堡防止敌人逼近城市。通常英軍被包围时，並不會建立对外的包围圈，因此敌人的救兵到达后，包围者往往大败而退。
地中海地区：要塞在地中海地区传播得非常快，当地的意大利人利用他们丰富的经验来抵抗鄂图曼帝国的进攻。威尼斯在16世纪初就将他们在克里特岛和塞浦路斯的根据地加固了。克里特岛上的要塞城市干尼亚在1669年被围困多时后才被土耳其人攻克。醫院騎士團在被土耳其于1523年逐出罗得岛后也非常重视防御系统。他们从1530年开始管理的马耳他很快就建立了一座环绕的要塞，在城市的前方还建有一座要塞，以及时将敌人牵制住。1565年土耳其人在马耳他登陆后立刻就开始进攻这座要塞，在冲锋时五分之一的士兵丧生。当救兵来到时，土耳其人不得不撤退。此后马耳他成为了防御最坚固的一座岛。
德意志：德意志地區的各个小諸侯国在引入新的要塞建筑方式的速度各不相同。1529年土耳其人包围维也納，使那里的人感觉到坚固的防御系统的必要性。此后不久他们就开始建筑要塞了。当土耳其人1683年再次兵临城下时，坚固的城墙和碉堡使維也納可以坚持到援兵到达。16世纪中开始意大利的建筑师开始将要塞的技术引入德意志。1539年一个马尔他人将纽伦堡的城堡改造为要塞。到16世纪末德意志的建筑师也学会了建造要塞的领要。1589年一位斯特拉斯堡的建筑师发表了第一本德语的建筑要塞的教学书。17世纪内汉堡、罗斯托克、柏林等城市都建造了要塞。在德意志南部也有一些城市建造要塞，比如因戈尔施塔特。在三十年战争中敌人根本无法攻占因戈尔施塔特，而当时德意志其他许多利用旧的防御设施的城市都被轻而易举地攻克了。
欧洲外：在欧洲国家的殖民地也有一些地方建立了要塞。1557年葡萄牙在东非的蒙巴萨造要塞，1603年在巴西的纳塔尔。西班牙用要塞保护阿卡普尔科和哈瓦那等城市。举世著名的美国纽约华尔街（Wall Street）直译是城墙街的意思，它的名字来源于荷兰人1652年在当时的新阿姆斯特丹建立的要塞工程。那座墙是荷兰式的土墙，市中心还特别由一座堡垒保护。
当时要塞的一个特点是它们很快就过时了，因为当时攻城武器的发展也很快。其结果是这些要塞也得不断更新。假如一座要塞一段时间里没人去管，它们很快就过时了。许多国家无法支付这笔巨款，就算要塞是不用錢的泥土造的，建築維護的花費也同樣讓這座「不用錢」的城堡非常昂貴。

### 要塞的没落
19世纪火炮的的火力和射程不断提高，这使要塞也不得不不断加固。在本来的要塞周围人们还建立了一圈碉堡，这些碉堡成为承受进攻的主要成分。随着陆军的机动性的不断提高，到20世纪中要塞几乎已经完全没有用了，因为敌人可以轻易地繞过它，或者運用新式火砲将它摧枯拉朽地击破。在第一和第二次世界大战之间，欧洲国家试图用平行的要塞建筑来保卫自己的边界。法国的马其诺防线和德国的齐格菲防线是典型的例子。这些要塞的建筑、维修，它们不断要有人驻守，这些花费与它们的军事作用相比完全是不相称的。
在两次世界大战中，比利时屡次倚仗要塞抵御德军的入侵，但却每每徒劳无功，这充分展示了要塞在新的战争形态下的脆弱。首先，在一战初期的列日战役中，比利时的堡垒群不敌德军新式重炮轰击，同时又面对排气和卫生设施不足等种种问题，最后困守近10天后陷落。其次，二战初期德军再次入侵比利时，而这一次德军派出装备了火焰喷射器和炸药的空降兵，出其不意瓦解了埃本-埃美尔的要塞防御措施。总而言之，动态战争中，巧妙的部队机动能轻易化解要塞的军事价值，而日益进步的火炮和航空火力，乃至未来的导弹，更是强行摧毁要塞的好手段。
第二次世界大战末期时候纳粹德国的宣传机构又提出了要塞作为战略防御的理论。他们宣称东欧的一些城市如弗罗茨瓦夫是要塞，要不惜一切代价守住。实际上这些城市根本不适合要塞作战，在与苏联红军进行街巷战中，它们受到了极大的破坏。
世界上最后一次经典的要塞战是1968年越南战争中对19世纪初建造的顺化堡垒的作战。
第二次世界大战后，尤其是冷战后，欧洲大多数国家都放弃了对要塞的维修，只有瑞典和（相当有限地）瑞士还保养他们的要塞。但欧洲今天许多城市的街道名称依然显示着它们过去是要塞的一部分。许多今天环绕旧城区的绿荫地带过去就是要塞的组成部分。

## 外部連結
- Fortress Study Group（页面存档备份，存于）
- Militaryarchitecture.com （页面存档备份，存于）
- Study of Fortifications in Slovenia （页面存档备份，存于）
- Fortifications in Slovenia
- 要塞艦隊